# Черкасиобленерго
ПАТ «Черкасиобленерго» — публічне акціонерне товариство зі штаб-квартирою в місті Черкаси, яке займається розподіленням, транспортуванням та постачанням електроенергії у Черкаській області.

## Історія
У 1960 році створено державне підприємство Черкаські електромережі, яка у 1995 році трансформована у Державне енергопостачальне підприємство «Черкасиобленерго». 1999 року підприємство приватизовано, а на його базі утворено ВАТ «Черкасиобленерго», яке у 2011 році стало публічним акціонерним товариством.

## Структура
До складу ПАТ «Черкасиобленерго» входять:
- Городищенський РЕМ;
- Драбівський РЕМ;
- Жашківский РЕМ;
- Звенигородський РЕМ;
- Золотоніський РЕМ;
- Кам'янський РЕМ;
- Канівський РЕМ;
- Катеринопільський РЕМ;
- Корсунь-Шевченківський РЕМ;
- Лисянський РЕМ;
- Маньківський РЕМ;
- Монастирищенський РЕМ;
- Смілянський міський РЕМ;
- Смілянський РЕМ;
- Тальнівський РЕМ;
- Уманські ЕМ;
- Христинівський РЕМ;
- Черкаський міський РЕМ;
- Черкаський РЕМ;
- Чигиринський РЕМ;
- Чорнобаївський РЕМ;
- Шполянський РЕМ;
- ВП "Черкасиенергоремонт.[2]

## Діяльність
ПАТ «Черкасиобленерго» здійснює передачу та постачання електричної енергії за регульованим тарифом електромережами 150-0,4 кВ споживачам Черкаської області. Площа ліцензованої діяльності становить 20,9 тис. кв. км. ПАТ «Черкасиобленерго» забезпечує енергопостачання 631 530 споживачів, в тому числі 616177 побутових. Товариством експлуатується 39 трансформаторних підстанцій напругою 110—154 кВ, 136 підстанції напругою 35 кВ, загальна потужність трансформаторних підстанцій напругою 35—154 кВ складає 2326,9 МВА. Також знаходяться в експлуатації 8 885 трансформаторних підстанцій та розподільчих пунктів напругою 6-35/0,4 кВ, загальною потужністю 1 698,8 МВА.
Загальна протяжність повітряних ліній електропередачі напругою 0,4- 154 кВ складає 29 231,1 км, кабельних ліній напругою 0,4—110кВ — 1951,31 км. Обсяг електричних мереж складає 169,63 тис. умовних одиниць.